# Anacamptodes triplicia
Anacamptodes triplicia là một loài bướm đêm trong họ Geometridae.